# Choosing Death. Die unglaubliche Geschichte von Death Metal & Grindcore
Choosing Death. Die unglaubliche Geschichte von Death Metal & Grindcore (engl. Originaltitel: Choosing Death: The Improbable History of Death Metal & Grindcore) ist ein Buch des US-amerikanischen Autors Albert Mudrian. Es beschreibt die historische Entwicklung der Metal-Subgenres Death Metal und Grindcore und erschien im September 2004 bei dem Verlag Feral House. Die deutsche Übersetzung stammt von Mike Borrink und erschien im Juni 2006 bei dem I.P.Verlag Jeske/Mader aus Berlin. Im April 2015 erschien über Decibel Books eine vollständig überarbeitete und um 100 Seiten erweiterte Neuausgabe.

## Inhalt
Das Buch beginnt mit einer Einleitung des Radio-DJs John Peel, gefolgt von einem Vorwort von Nick Terry, der von 1996 bis 2000 Herausgeber des Musikmagazins Terrorizer war.
Choosing Death ist größtenteils chronologisch gegliedert und beginnt bei der Entstehung des Grindcore in Großbritannien, dem Rest von Europa und den USA. Er beschreibt die Entwicklung einiger Bands während der späten 1980er- und frühen 1990er-Jahre, darunter Repulsion, Siege, Morbid Angel, Death, Obituary, Nihilist, Carnage, Deicide, und Carcass. Ein eigenes Kapitel bildet der Zeitraum Mitte der 1990er, in dem einige Bands bei großen Plattenlabels wie Columbia und Warner landeten, sowie die Szene von Alben unterdurchschnittlicher Bands übersättigt wurde. Den Abschluss bildet eine Übersicht über Bands der Jahrtausendwende, darunter Arch Enemy, Nile, Akercocke und Slipknot.
Für das Buch führte Mudrian zahlreiche Interviews mit Musikern der behandelten Genres, aber auch mit Personen wie dem Coverkünstler Dan Seagrave, dem Musikproduzenten Scott Burns oder dem Besitzer von Earache Records Digby Pearson. Alle interviewten Personen sind in einem eigenen Kapitel mit stichpunktartiger Biografie aufgelistet. Außerdem wird der weitere Werdegang wichtiger im Buch erwähnter Persönlichkeiten innerhalb und außerhalb der Metal-Szene stichpunktartig beleuchtet, sowie eine Diskografie wichtiger Musikalben und EPs nach Jahren sortiert vorgestellt. Diese Aufzählung reichte ursprünglich von 1987 bis 2003, für die polnische Ausgabe des Buches erweiterte Mudrian sie bis ins Jahr 2007.

## Aufmachung
Das Frontcover zeigt neben dem Titel des Buches und dem Namen des Autors in weißer Schrift eine in Rot gehaltene Collage mit Fotos der Bands Obituary, Carcass, Napalm Death und Morbid Angel. Der Hintergrund ist einfarbig schwarz. Die Rückseite besteht aus einer Inhaltsangabe und Zitaten aus den Musikmagazinen Revolver und Terrorizer, sowie des Musikers Phil Anselmo, über das Buch. Zusätzlich befindet sich hier eine weitere Collage mit Fotografien von Musikern der Bands Nile, Cannibal Corpse, Napalm Death, Death, Repulsion und Nihilist. Das Buch selbst ist in Schwarz-Weiß gehalten und mit Konzertflyern, Bandfotos und Albencovern bebildert.

## Choosing Death: The Original Soundtrack
Im Jahr 2004 erschien bei dem US-amerikanischen Plattenlabel Relapse Records eine das Buch begleitende Kompilation, die von Albert Mudrian zusammengestellt wurde. Die Beiträge von Nihilist und Suffocation waren bis dato noch nie veröffentlicht worden, das unbetitelte Lied von Pig Destroyer wurde exklusiv für diese Veröffentlichung aufgenommen. Die optische Gestaltung des Albums entspricht weitgehend der des Buches.
Trackliste
| 01. Napalm Death – Scum 02. Siege – Walls 03. Repulsion – Maggots in Your Coffin 04. Morbid Angel – Chapel of Ghouls 05. Nihilist – Severe Burns 06. Obituary – Slowly We Rot 07. Deicide – Lunatic of God's Creation 08. Napalm Death – Suffer the Children (live) 09. Cannibal Corpse – Hammer Smashed Face 10. Carcass – Heartwork | 11. At the Gates – Need 12. Death – Symbolic 13. Opeth – Demon of the Fall 14. Brutal Truth – Dead Smart 15. Hate Eternal – Powers that Be 16. Pig Destroyer – Untitled 17. Arch Enemy – We Will Rise 18. Zyklon – Psyklon Aeon 19. Nile – Sarcophagus 20. Suffocation – Souls to Deny (live) |

## Rezeption
Choosing Death wurde überwiegend positiv aufgenommen. Alexander Eitner von metalnews.de vergab die Höchstpunktzahl (7/7) und nannte es „ein einzigartiges und extrem wichtiges Buch“, sowie „das Geschichtsbuch für den Death Metaller“. Dominik Tischleder von Nonpop bezeichnete Choosing Death als „inhaltlich nahezu perfekt“ und lobte die Übersetzung ins Deutsche, die er als „sehr gut“ empfand. Ian Glasper vom Musikmagazin Terrorizer vergab neun von zehn Punkten und empfahl das Buch allen Lesern des Magazins, da es „bei weitem das best-informierte und umfassendste Stück über Death Metal und Grind [sei], das du jemals lesen wirst“.
Neben der englischen Originalausgabe sowie der deutschen Übersetzung wurde das Buch auch ins Finnische, Französische, Polnische, Spanische und Italienische übersetzt.